# Pétilien de Cirta
Pétilien de Constantine
Pétilien (en latin : Petilianus) est évêque de Cirta après 394 et jusqu'en 411. Né vers 365 à Cirta en Numidie impériale et mort après 419, il est l'une des principales figures du mouvement donatiste et opposant d'Augustin d'Hippone.
Généralement appelé dans l'historiographie Pétilien de Cirta, on l'a aussi retenu sous le nom de Pétilien de Constantine après que la ville a changé de nom.

## Contexte
La Grande persécution de Dioclétien en 303 provoque une vague d'apostasie au christianisme. Plusieurs apostats, parfois des évêques, livrent des chrétiens, ou brûlent des livres et des contenants sacrés ; ces personnes sont appelées lapsi (lapsus, « qui est tombé ») ou traditores (tradire, « livrer »). Après la paix de Maxence en 307, les chrétiens revinrent à la foi. Les chrétiens « purs » s'opposèrent à la réintégration des chrétiens lapsi et traditores dans leurs charges, notamment à celle de l'évêque Paul de Cirta.  
L'Église restera tolérante et réintégra plusieurs chrétiens, laïcs comme évêques. En 312, Donat le Grand, évêque de Cases-Noires, contesta l'ordination de Cécilien comme évêque de Carthage. Cécilien est accusé d'avoir été traditor, donc les sacrements conférés par lui étaient nuls. Cependant, la majorité des prélats de l’Église reconnurent cette ordination valide, le concile d'Arles 314 condamna le donatisme et c'est le début du schisme. 

## Biographie

### Jeunesse et carrière
Né vers 365 à Cirta en Numidie impériale (actuellement Constantine en Algérie), Pétilien vient d'une famille catholique de l'ordre sénatorial. Ses écrits témoignent d'une instruction impériale complète, c'est un brillant avocat du forum de Cirta et un grand orateur. Il acquit une telle réputation au barreau qu'il avait le surnom de « Paraclet », une qualité du Saint-Esprit.
Les donatistes de Cirta sont nombreux, ils pensent que Pétilien, qui n'est qu'un catéchumène, ferait un bon chef de leur cause grâce à ses talents en rhétorique et oratoires. L'avocat est violenté par les donatistes car il est rebelle à servir leur cause, et il réussit à se cacher. Les donatistes le retrouvent, le baptisent rapidement et le forcent à succéder au traditor Silvain à l'évêché de Cirta. L'ordination de Pétilien doit se situer après 394, car son nom est absent du concile donatiste de Baghaï.

### Épiscopat

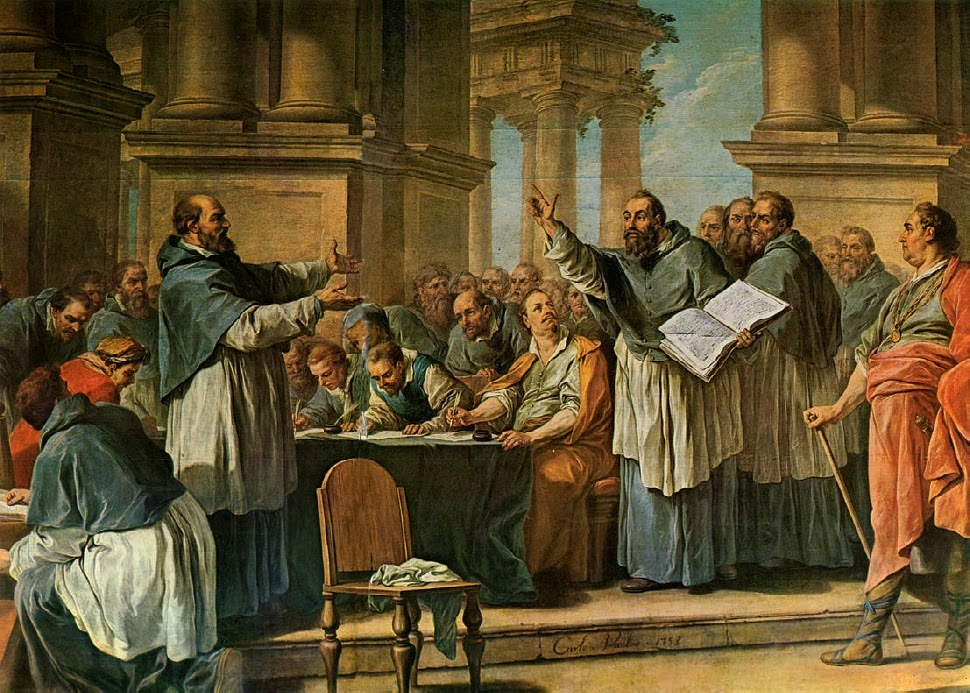
Dispute d'Augustin contre les donatistes par Carle van Loo. (1753)

Très vite, l'évêque trentenaire devient le principal chef du parti donatiste contre les catholiques. Il a de vifs échanges avec Augustin, évêque d'Hippone, dont il doit être plus jeune d'une dizaine d'années.
En 411, il participe à la conférence de Carthage comme un des sept actores (avocat-mandataires) des donatistes. Il est un des plus éloquents et intransigeants, son adversaire Augustin d'Hippone lui reconnaît ses talents de polémiste. La plupart des évêques donatistes redeviennent catholiques, par conviction ou de guerre lasse. Pétilien est exilé de son évêché et mène une vie d'errance dans les villages où il trouve refuge.

### Fin de vie et mort
La dernière mention de Pétilien est durant le concile donatiste en Numidie de 418-419, qui réunit trente évêques des quatre cent que comptaient jadis les donatistes. Il doit mourir peu après vers 420, à environ cinquante-cinq ans.

## Œuvres littéraires
- Epistula ad presbyteros et diaconos donatistas adversus Catholicam, 399-400 ;
- Epistula de ordine episcorum, vers 400 ;
- Epistula I ad Augustinum, 401 ;
- Epistula II ad Augustinum, vers 402 ;
- De schismate Maximianistarum, vers 402 ;
- De unico baptismo, vers 409 ;
- Discours à la conférence de Carthage, 411.